# Königstraße 23 (Torgelow)

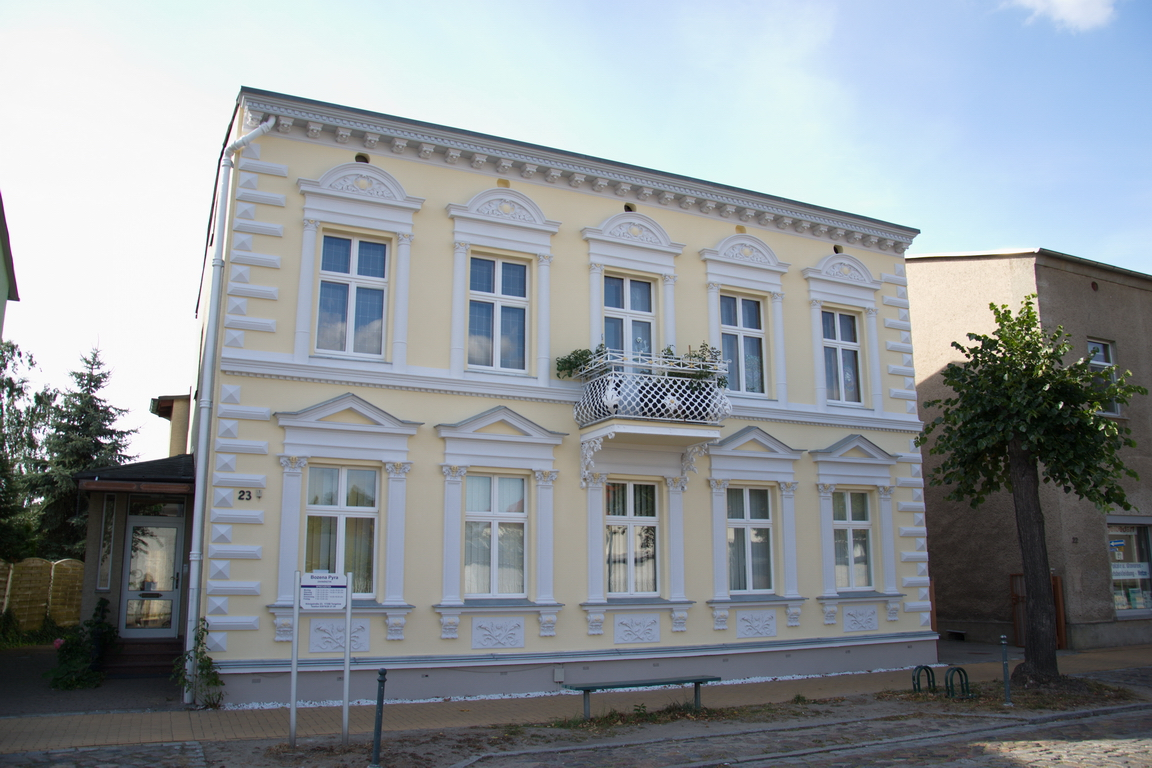

Das Wohnhaus Königstraße 23 in Torgelow (Mecklenburg-Vorpommern) stammt ist ein aus dem 19. Jahrhundert stammende Gebäude, das unter Denkmalschutz steht.

## Geschichte
Die Stadt Torgelow mit 8972 Einwohnern (2020) wurde 1281 erstmals erwähnt.
Das zweigeschossige historisierende verputzte Gebäude im neoklassizistischen Stil mit einem verzierten Kraggesims und einem mittigen Balkon stammt aus der Gründerzeit. Die Fensterlaibungen werden seitlich flankiert von Pilastern mit korinthischen Kapitellen.
Im Rahmen der Städtebauförderung wurde das Haus 1997/98 saniert. Heute befinden sich hier Praxen.